# Панов Ален Володимирович
Пано́в Але́н Володи́мирович (нар. 14 лютого 1978, Берегове, Закарпатська область) — дипломат, юрист, громадський діяч, кандидат історичних наук, доктор філософії, професор та завідувач кафедрою міжнародних відносин факультету міжнародних економічних відносин УжНУ, зовнішній член колегії Угорської академії наук.

## Життєпис
Народився 14 лютого 1978 року у Береговому на Закарпатті. 2000 закінчив юридичний факультет Ужгородського університету. 2004 пройшов стажування по програмі «Муніципальне управління й участь громади у прийнятті рішень», Корвалліс, Орегон, США.

## Досвід роботи, займані посади
- Грудень 2010 — по сьогодні — Голова Закарпатського осередку Спілки дипломатів України[4]
- Вересень 2000 — по сьогодні — викладач, доцент, професор, завідувач кафедри міжнародних відносин Ужгородського національного університету[5]
- Червень 2007 — березень 2008, липень-вересень 2010 — виконував обов'язки Генерального консула України в Ніредьгазі (Угорщина)[6]
- Серпень 2006 — вересень 2010 — консул Генерального консульства України в Ніредьгазі (Угорщина)[5]
- Червень 2006 — травень 2009 — Голова Делегації України в Карпатському єврорегіоні[7]
- Вересень 2002 — червень 2006 — заступник міського голови м. Ужгород[8]
- Квітень 2000 — жовтень 2002 — вчитель правознавства Холмківської ЗОШ
- Грудень 1999 — червень 2006 — Представник України в Карпатському єврорегіоні
- Січень 1996 — листопад 1999 — юрисконсульт, керівник секції, Ужгородського палацу дітей та юнацтва «ПАДІЮН»

## Нагороди та ранги
- Відзнака неурядової громадської організації Спілка дипломатів України І ступеню[9].
- Подяка Міністерства закордонних справ України.
- Кавалер Токайського ордену (Угорщина)[10].
- Нагорода Flame of Peace[en] міжнародної громадської організації, заснованої нащадками Габсбургів (Австрія).
- Почесна відзнака м. Ньїредьгаза (Угорщина)[11].
- Відзнака Карпатського Єврорегіону[12]
- Почесна відзнака Закарпатської обласної ради
- Почесна відзнака Закарпатської обласної державної адміністрації
- Нагорода на честь 60-річчя звільнення Словаччини за вклад у розвиток українсько-словацького співробітництва.
- Відзнака закарпатського щорічного рейтингу «Лідер року» в номінації «за громадянську позицію, захист українців за кордоном» (2010).
- Номінація «Захисник інтересів закарпатців» щорічного журналістського рейтингу Ужгородського прес-клубу (2010).
- Участь у проекті «Обличчя України» часопису «Український тиждень» (2010)[13].
- Володар 2-ї премії на конкурсі наукових монографій УжНУ (2011).
- Ряд подяк за виступи на наукових семінарах, конференціях та круглих столах.

Має 5 ранг держслужбовця (з 2006), 5 ранг посадової особи місцевого самоврядування (з 2002), перший секретар першого класу дипломатичної служби (з 2009)

## Наукова діяльність
Автор 14 монографій та навчальних посібників, понад 30 наукових статей:
- Державність Закарпаття в політико-правовій діяльності Масарика: монографія. Ужгород: Видавництво «Закарпаття», 2005, (співавтор М. Болдижар)
- Масарик і Закарпаття: монографія. Ужгород: Поліграфцентр «Ліра», 2010.
- Закарпаття 1919—2009 років: історія, політика, культура: монографія. Ужгород: Видавництво «Ліра», 2010. (співавтор М. Токар)
- Територіальний устрій Франції та Італії — уроки для України: монографія. Ужгород: РА «ШАРК», 2015.
- Основи країнознавства: Європа: навчальний посібник. Ужгород: Міська друкарня, 1999.
- Основи Конституції і правознавства України: навчальний посібник. Ужгород: Міська друкарня, 2001.
- Панов А. В. Основи країнознавства: Південна Америка: навчальний посібник. Ужгород: ПП Шарк, 2002.
- Історія держави і права зарубіжних країн: навчальний посібник. Ужгород: Міська друкарня, 2003.
- Історія держави і права зарубіжних країн: курс лекцій. Ужгород: Рекламно-видавничий центр юридичного факультету УжНУ, 2005.
- Дипломатична і консульська служба: навчальний посібник. Ужгород: Поліграфцентр «Ліра», 2010.
- Державне право зарубіжних країн: навчальний посібник. Ужгород: Видавництво ФОП Бреза А. Е., 2011.
- Конституційно-порівняльне правознавство: навчально-методичний посібник. Ужгород: Видавництво ФОП Бреза А. Е., 2012.
- Державне (конституційне) право зарубіжних країн: курс лекцій. Ужгород: Видавництво ФОП Бреза А. Е., 2012.
- Дипломатична і консульська служба: підручник. Ужгород: РА «ШАРК», 2015.
- Країнознавство: підручник. Ужгород: РА «ШАРК», 2017

## Дипломатична робота
- 2010 виграв справу «малого прикордонного руху» в судах Угорщини[15] на користь 700тис. громадян України. Уперше використав право Консула позиватись до іноземної держави для забезпечення прав громадянина своєї держави. Після завершення місії довів справу до логічного завершення у суді ЄС в Люксембурзі.
- Створив ефективну модель організаційної та правової допомоги громадянам України у їх поверненні в Україну, в контексті незастосування суворих санкцій до тисяч транзитних заробітчан правоохоронними органами Угорщини.
- Організував цілодобову систему «Дзвінок консулу»[16], яка дала можливість громадянам України звертатись безпосередньо з КПП на кордоні зі скаргами на дії відповідних структур, з метою захисту прав і законних інтересів.
- Знайшов компроміс з органами влади Угорщини стосовно п'ятикратного зменшення наджорстких санкцій стосовно українських перевізників та не допущенню конфіскації державного майна (залізничних вагонів) під час проваджень про контрабанду[17].
- Сприяв створенню ефективної системи взаємодії правоохоронних органів суміжних регіонів із метою запобігання злочинності[17].
- Започаткував практику постійного юридичного супроводу всіх справ громадян України в судах Угорщини, забезпечив звільнення від подальшого відбування покарання та повернення на Батьківщину близько 50 осіб[18].
- Забезпечив правовий та організаційний супровід роботи підприємств, які засновані на українських інвестиціях[19].
- Створив ефективну систему сприяння транскордонним зв'язкам поміж органами влади, неурядовими організаціями, бізнесовими колами прикордонних областей[17].

## Орден Марії-Терезії

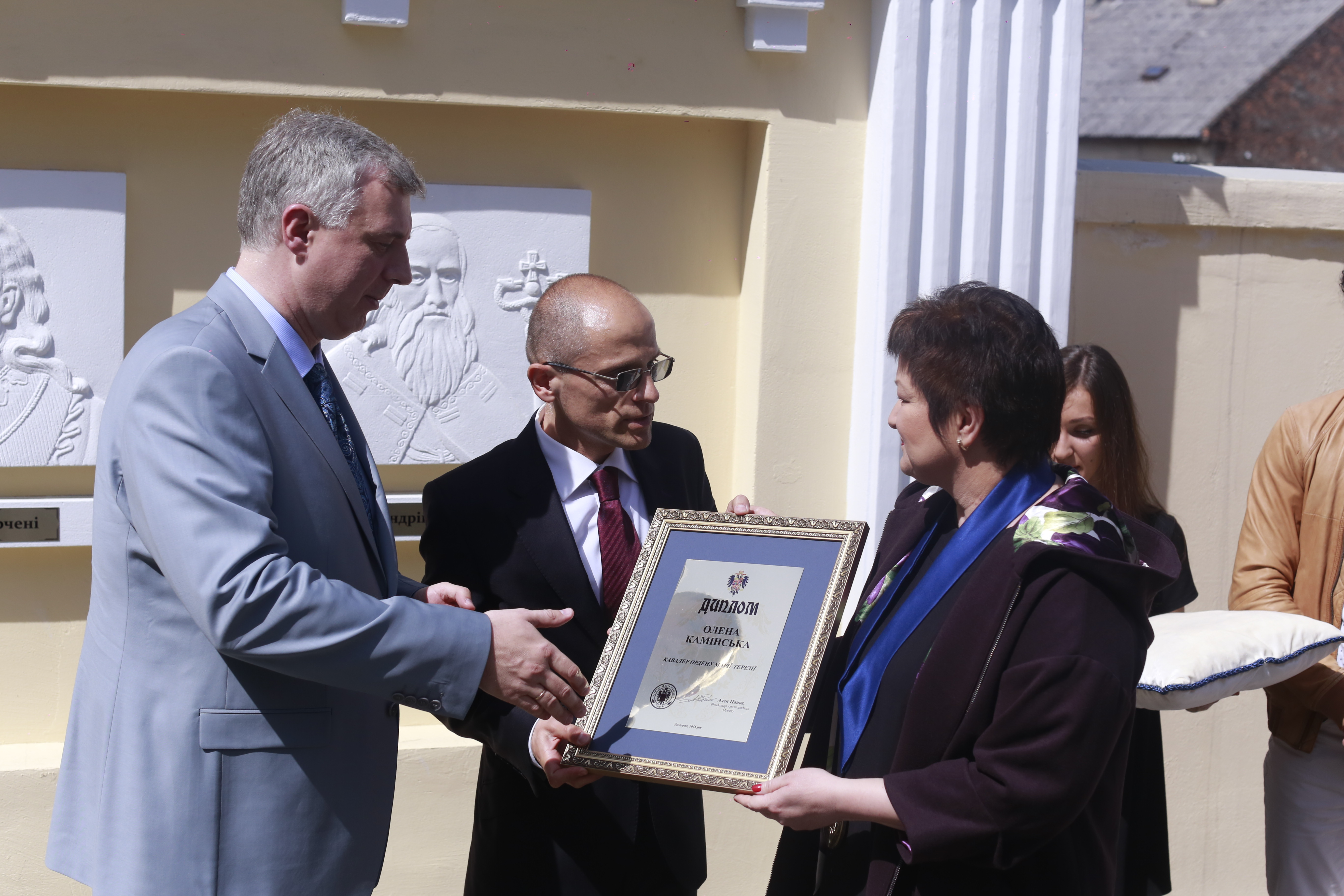
Панов, перший кавалер Ордену Марії Терезії Олена Камінська та Міністр освіти і науки Сергій Квіт на першій церемонії нагородження орденом Марії Терезії

Орден Марії Терезії — громадська організація, заснована родиною Панових 27 березня 2015 року в місті Ужгород. Організація провадить нагородження однойменними громадськими орденами осіб, що на думку родини Панових внесли значний особистий внесок у розвиток міста Ужгород. З 2016 року Орден отримав королівський патронат від ерцгерцога та королівського принца Шандора фон Габсбург-Лотрінген та його дружини Герти.

## Контроверсійні будівельні ініціативи

### Сквер Марії-Терезії
2004 з Міланом Шашіком, єпископом Мукачівської греко-католицької єпархії, ініціювали створення Скверу Марії Терезії. У 2013 році Панов та владика Мілан оголосили конкурс на розробку проекту скверу. В умовах конкурсу передбачалось об'єднання окремих ділянок, що належали Алену Панову та перебували у розпорядженні греко-католицької єпархії, в єдиний простір зі сквером та будівництво меморіального комплексу у буферній зоні пам'ятки архітектури національного значення — Ужгородського кафедрального собору.
Після оголошення конкурсу від нього відмежувалась громадська організація PRO URBE, що опікується збереженням архітектурної спадщини у місті Ужгород. Хоч спочатку представники PRO URBE і допомагали розробляти положення конкурсу, але згодом припинили співпрацю через суттєві розбіжності в поглядах з Аленом Пановим та греко-католицькою єпархією. Спірні питання стосувались запланованого знищення історичного кам'яного муру та втручання в історичне середовище Замкової гори:
Частину ділянки Скверу Марії-Терезії, що належала Алену Панову, було відкрито для громадського користування 5 січня 2015 року, а частину ж скверу, що належала греко-католицькій єпархії — 28 червня 2016 року.
Будівництво Скверу супроводжувалось рядом будівельних скандалів, зокрема знищенням історичного муру, та отримало як негативні оцінки фахівців, так і позитивні оцінки відомих осіб.

### Будівництво вежі в охоронній зоні комплексу Замкової гори
В березні 2017 року Панов анонсував чергове будівництво в охоронній зоні комплексу Замкової гори. Громадський діяч оголосив, що має намір збудувати поруч з Ужгородським замком — пам'яткою архітектури та історії національного значення — вежу бефруа. Проектом передбачено будівництво вежі з каплицею та лицарською залою всередині, а також баштою з дзвіницею в неоготичному чи необароковому стилі.

## Родина
- Батько Володимир Олексійович — управлінець, фахівець із залучення інвестицій, член наглядової ради ПрАТ «Єврокар», віце-президент Асоціації «Інноваційний розвиток України». З 2005 року займає керівні посади на підприємствах Групи компаній «Атолл Холдінг» — директор ТОВ «Сезпарксервіс», генеральний директор ТОВ «СТС» тощо[40].
- Мати Ганна Бейлівна — пенсіонерка
- Дружина Альона Олегівна — підприємець, викладач УжНУ[41][42]
- Дочка — Лоренца Ізабелла Аленівна (нар. 2004)

## Інше
2017 Панов підтримав мера Ужгорода Богдана Андріїва щодо капітального ремонту Набережної незалежності. Активістів, що виступали проти ремонту, Панов звинуватив у самоуправстві.